# Louis Chenard (Rennfahrer)

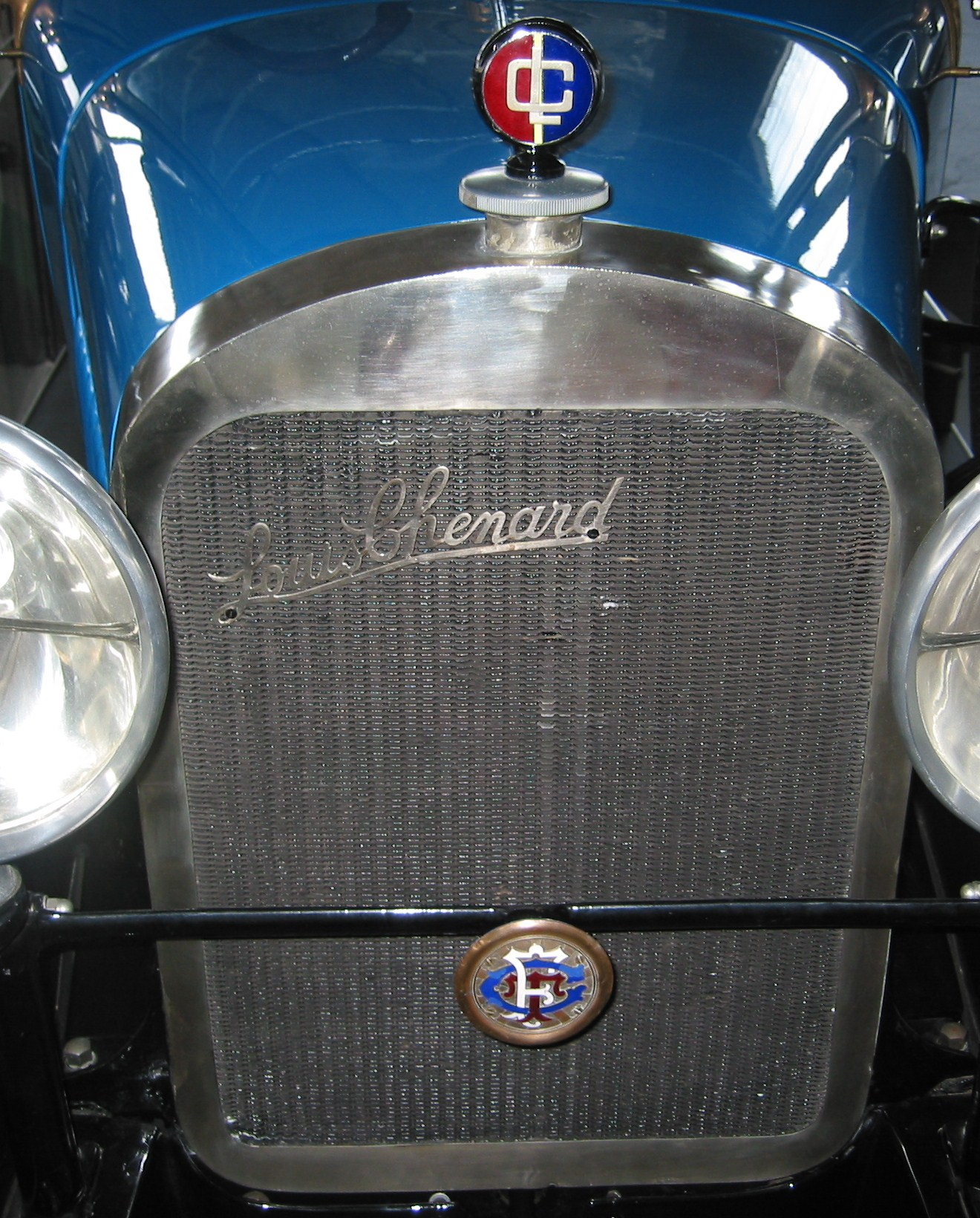
Kühlergrill eines Louis Chenard mit dem Emblem des Unternehmens

Louis Désiré Chenard (* 5. Dezember 1887 in Clichy; † 2. September 1949 in Villotran-sur-Oise) war ein französischer Automobilpionier und Autorennfahrer.

## Louis Chenard
Louis Chenard gründete 1920 in Colombes in der Nähe von Paris ein Unternehmen selben Namens und begann mit der Produktion von Automobilen. Beim 19. Pariser Autosalon 1924 präsentierte er den Typ D mit zwei unterschiedlichen Motoren. Die Fahrzeuge wurden zu Preisen von 18000 und 22900 französischen Franc angeboten.
Dieses Sortiment wurde auch zwei Jahre später am Pariser Salon angeboten. Der Versuch mangelnde Stückzahl durch Preiserhöhungen wettzumachen scheiterte. Zu Beginn des Jahres 1932 endete die Produktion und das Unternehmen wurde geschlossen.

## Karriere als Rennfahrer
Um die Leistungsfähigkeit seiner Autos einem breiten Publikum präsentieren zu können, startete Louis Chenard beim 24-Stunden-Rennen von Le Mans 1924. Der Auftritt, bei dem sein Bruder Émile zweiter Fahrer war, scheiterte früh. Ein Motorschaden stoppte den Einsatz nach 13 gefahrenen Runden.

## Statistik

### Le-Mans-Ergebnisse
| Jahr | Team          | Fahrzeug             | Teamkollege   | Platzierung | Ausfallgrund |
| ---- | ------------- | -------------------- | ------------- | ----------- | ------------ |
| 1924 | Louis Chenard | Louis Chenard Type E | Émile Chenard | Ausfall     | Motorschaden |